# Tadeusz Raczkiewicz
Tadeusz Raczkiewicz (ur. 17 listopada 1949 w Gubinie, zm. 25 lutego 2019 tamże) – polski rysownik i scenarzysta komiksowy, tworzył również rysunki satyryczne i ilustracje.

## Życiorys
Komiksem zainteresował się jako nastolatek, pod wpływem lektury Tytusa, Romka i A’Tomka i polskich przedruków Lucky Luke’a. Zaczął rysować własne historie, które regularnie wysyłał do publikującego dużo komiksów „Świata Młodych”. Redakcja postanowiła zaproponować zdolnemu czytelnikowi współpracę. Raczkiewicz otrzymał do narysowania scenariusz dziennikarza „ŚM” Jerzego Dąbrowskiego. Historia Kuśmider i Filo ukazała się w 1976 i liczyła 30 odcinków. Była to humorystyczna opowieść o klasycznie skontrastowanej parze dwóch przyjaciół (dobroduszny osiłek i mały spryciarz). Mimo dobrego przyjęcia Kuśmidra i Filo przez czytelników redakcja nie kontynuowała już w latach 70. współpracy z Raczkiewiczem.
Nie mogąc doczekać się kolejnych scenariuszy ze „Świata Młodych” Raczkiewicz przygotował adaptację jednej z ulubionych powieści z dzieciństwa – Dwóch lat wakacji, a rok później kolejnej – Piętnastoletniego kapitana. Oba komiksy zostały opublikowane, zebrały przychylne oceny od zawodowych grafików i podobały się czytelnikom. Skłoniło to redakcję do zaproponowania Raczkiewiczowi stałej współpracy.
Obok Szarloty Pawel i Henryka J. Chmielewskiego Raczkiewicz był najczęściej publikującym komiksy autorem „Świata Młodych” w drugiej połowie lat 80. Od 1984 do 1991 zamieścił siedem pełnometrażowych historii. Najpopularniejszym bohaterem, tworzonym samodzielnie przez Raczkiewicza był Tajfun – tajny agent kosmicznych służb specjalnych, którego przygód „ŚM” zamieścił cztery serie.
Po zamknięciu „Świata Młodych” współpracował z lokalną prasą w Gubinie i okolicach, wykonując rysunki satyryczne i ilustracje. W latach 90. opublikował jeden serial komiksowy – kryminał SF Kontrakt. W 2006 ukazało się pierwsze wydanie albumowe jego komiksów, które dotąd istniały tylko w wydaniu prasowym. Komiksy zostały na nowo pokolorowane przez Filipa Wiśniowskiego. Album Tajfun to zbiorcze wydanie historii znanych ze „Świata Młodych”, wydawnictwo „Mandragora” zapowiadało druk nowych komiksów Raczkiewicza z tym bohaterem, ale wydawnictwo upadło.
W maju 2006 podczas „Wiosny nad Nysą”, cyklicznej imprezy w Gubinie, Tadeusz Raczkiewicz był współprowadzącym warsztatów „Satyra nad Nysą 2006”.
W 2009 fani autora własnym sumptem przygotowali antologię „Komiksy nieznane”, a wydawnictwo Ongrys przygotowało albumowe wydanie pięciu komiksów ze „Świata Młodych”.

## Opublikowane komiksy
- 1976 – Kuśmider i Filo (Świat Młodych)
- 1983 – Dwa lata wakacji (ŚM)
- 1984 – Piętnastoletni kapitan (ŚM)
- 1984 – Inspektor Tom Monk (ŚM)
- 1984 – Tajfun: Zagadka układu C-2 (z Tajfunem, ŚM)
- 1985 – Tajfun: Afera Bradleya (z Tajfunem, ŚM)
- 1986 – Tajemnica kamiennego lasu (ŚM)
- 1987 – Tajfun: Na tropie Skorpiona (z Tajfunem, ŚM)
- 1988 – Tajfun: Monstrum (z Tajfunem, ŚM)
- 1989 – Tajemnica czerwonego Tepee (ŚM)
- 1991 – Zawisza Czarny (ŚM)
- 1992 – Kontrakt (Gazeta Nowa)
- 2006 – Tajfun (wyd. Mandragora, zawiera Zagadka układu C-2, Afera Bradleya, Na tropie Skorpiona)
- 2009 – Antologia Tadeusz Raczkiewicz Komiksy Nieznane (fani + wyd. Ongrys)
- 2009 – Tajemnica czerwonego tepee (wydanie kolekcjonerskie) (wyd. Ongrys, zawiera Dwa lata wakacji, Piętnastoletni kapitan, Zawisza Czarny, Tajemnica czerwonego Tepee, Tajemnica kamiennego lasu, Inspektor Tom Monk)
- 2009 – Dwa lata wakacji (wyd. Ongrys, zawiera Dwa lata wakacji, Piętnastoletni kapitan)
- 2009 – Zawisza Czarny i inne opowieści (wyd. Ongrys, zawiera Zawisza Czarny, Tajemnica czerwonego Tepee, Tajemnica kamiennego lasu)
- 2010 – FARA - Brama do gwiazd wersja polsko-niemiecka (wyd. FTF - premiera w Brukseli 27 kwietnia 2010)
- 2010 – FARA - Brama do gwiazd wersja polska (wyd. FTF - premiera w Zielonej Górze 11 września 2010)
- 2011 – Kawaler de Lagardere (wyd. Ongrys)
- 2011 – Kawaler de Lagardere - wydanie kolekcjonerskie z dodatkowymi szkicami, rysunkami, planszami (wyd. Ongrys)
- 2012 – Tajfun: Jądro/Synonim zła - fragmenty dwóch nieukończonych albumów (wyd. Ongrys)
- 2012 – Tajfun: Bez kompromisów - antologia pięciu epizodów (wyd. Ongrys)
- 2013 – Tajfun: Nowe reguły gry (wyd. Ongrys)

## Inne
- 2014 – 30 lat Tajfuna - w hołdzie Tadeuszowi Raczkiewiczowi (wyd. Ongrys)
- 2019 – Tajfun. Nowe przygody: antologia (wyd. Planeta Komiksów)